# Karniowice (powiat Chrzanowski)
Karniowice is een dorp in de Poolse woiwodschap Klein-Polen. De plaats maakt deel uit van de gemeente Trzebinia en telt 1.285 inwoners.